# روبن جونز (متسابق الحدث)
روبن جونز (بالإنجليزية: Reuben Jones)‏ هو متسابق الحدث بريطاني، ولد في 19 أكتوبر 1932، وتوفي في 3 يناير 1990.

## وصلات خارجية
- روبن جونز على موقع أوليمبيديا (الإنجليزية)